# محمية جزيرة الثورة
محمية جزيرة الثورة في بحيرة الأسد هي محمية بيئية حراجية مع حرم مائي بمساحة /500/متر مربع، أقرت بالقرار الوزاري رقم / 7 / تاريخ 27/ 2 / 1994.
نظامها البيئي حراجي لمناطق شبه جافة + أراضي رطبة.

## الموقع
محافظة الرقة وهي جزيرة صنعية تشكلت بعيد بناء سد الفرات تقع في الجهة الشرقية الجنوبية من بحيرة الأسد، وتبلغ مساحتها 590 هكتاراً.

## الجغرافيا
ويتراوح ارتفاع المحمية عن سطح البحر بين /304 ـ 365/ مترا ويصل معدل امطارها السنوي إلى نحو /200/مم بينما يصل معدل التبخر السنوي إلى /2090/ مم ومعدل الرطوبة يتراوح بين /52 ـ 568/ بالمئة وتتراوح درجة الحرارة في المحمية بين/4،1/و/8،38/درجة مئوية ويصل معدل السطوع الشمسي إلى ثماني ساعات ونصف في اليوم ومعدل سرعة الرياح إلى /5،3/ امتار في الثانية.

## الأنواع النباتية
تم تشجير العديد من الأنواع الحراجية في المحمية إضافة إلى الأنواع البرية الموجودة في المنطقة نذكر منها:
- الصنوبر الحلبي Pinus halepensis
- الصنوبر البروتي Pinus brutia
- الدردار السوري Fraxinus syriaca
- الطرفة Tamarix articulata
- لسان الطير Ailanthus glandulosa
- العفص Thuja orientalis
- الشيح Artemisia herba – alba
- السعد Cyperus rutandus
- الروثا Salsola vermiculata
- القيصومة Achillea fragrantissima
- النيتون Haloxylon articulata
- العلندى Ephedra alata

## الأنواع الحيوانية
يوجد في المنطقة بعض الثعالب والأرانب البرية وبعض الثدييات الدنيا من آكلات الحشرات والقوارض، كما يوجد العديد من الزواحف (الأفاعي) و مفصليات الأرجل.
كما تم ادخال الغزلان وتنميتها حتى وصل عددها إلى /130/ غزالا نسبة الذكور فيها نحو /70%/ وهي محوطة بسور مساحته /50 /دونما.
أدى تشكل البحيرة إلى توافد العديد من الطيور العابرة وإقامة البعض منها في المحمية التي أصبحت شروطها مقاربة للشروط العالمية للمناطق الرطبة.
أهم أنواع الطيور العابرة والمقيمة في المحمية:
- البلشون الرمادي Ardea cinerea
- النورس الفضي Larus argentatus
- صياد السمك الأخضر Alcedo atthis
- الحمام الأزرق Columba livia
- الغطاس الصغير Tachybaptus ruficollis